# Avenue du Général-Giraud
Pour les articles homonymes, voir Giraud.
L'avenue du Général-Giraud est une voie de la commune de Reims, située au sein du département de la Marne, en région Grand Est.

## Situation et accès
Elle relie la place du centre ville à celle du Souvenir Français qui fait la sortie de la ville vers l'est.
Elle longe le parc des Crayères, les caves Veuve Clicquot, le nouveau monument à l'Armée Noire et la propriété Pommery.

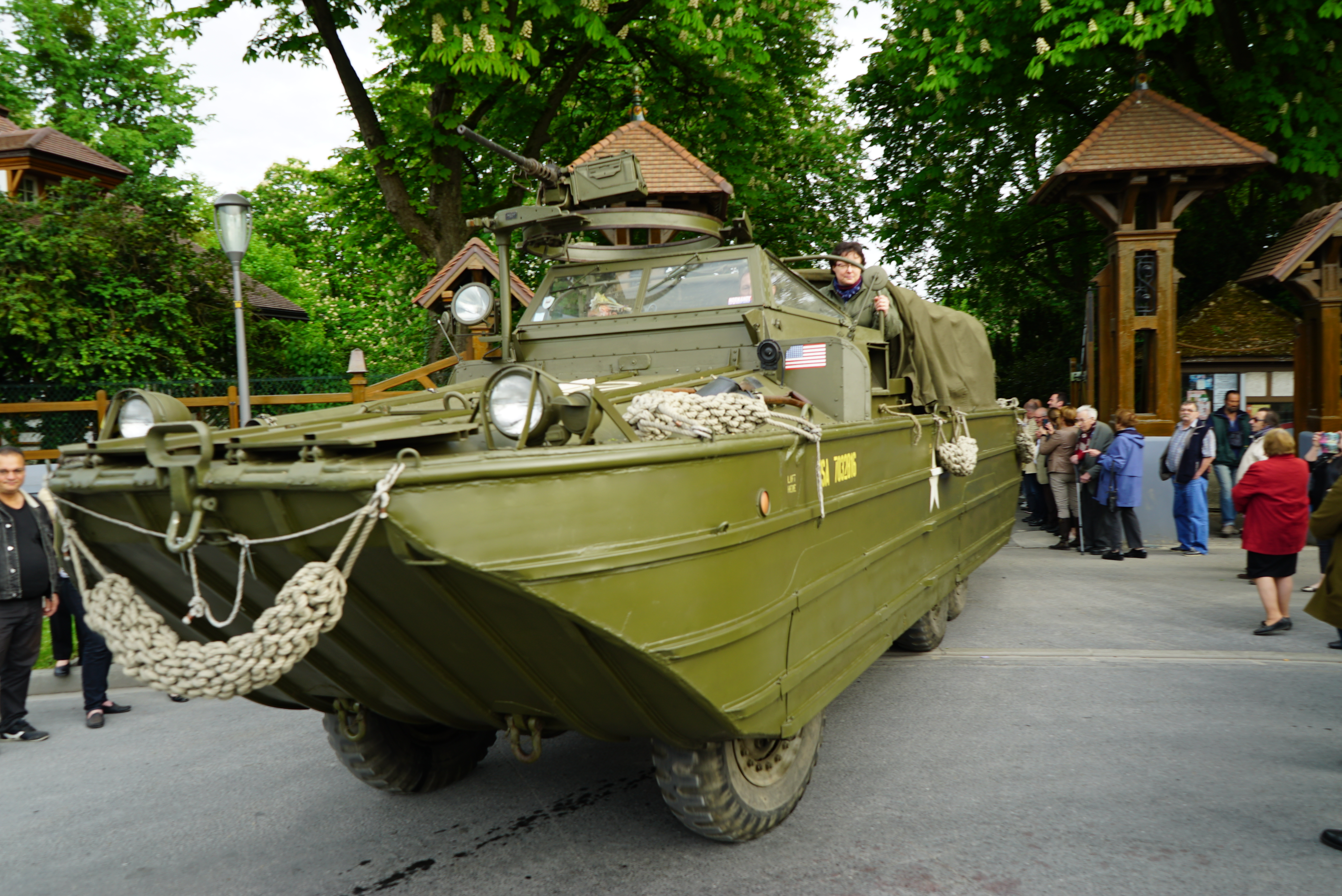
Sortie du parc de Champagne sur l'avenue.
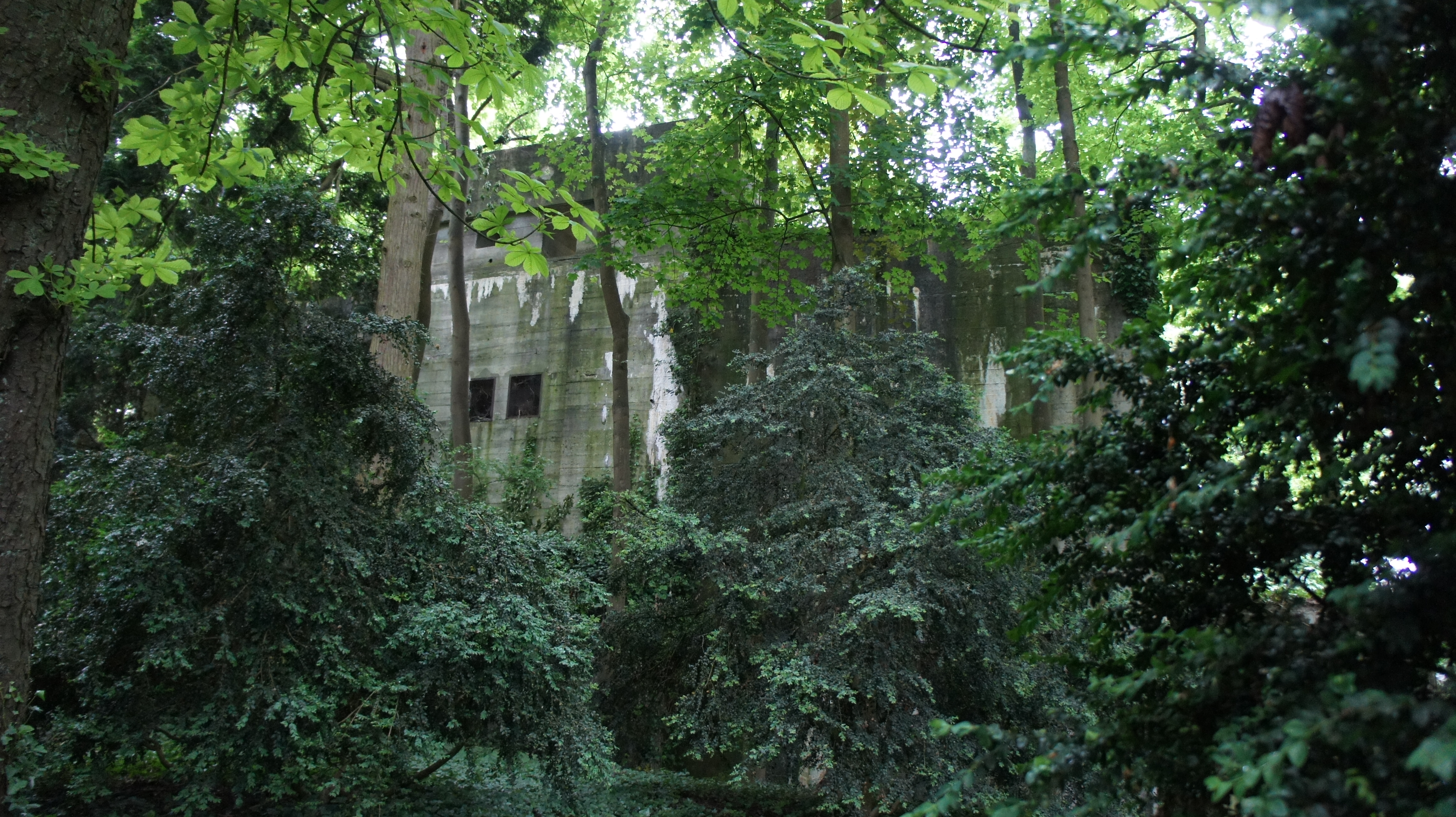
Bunker du parc des Crayères.
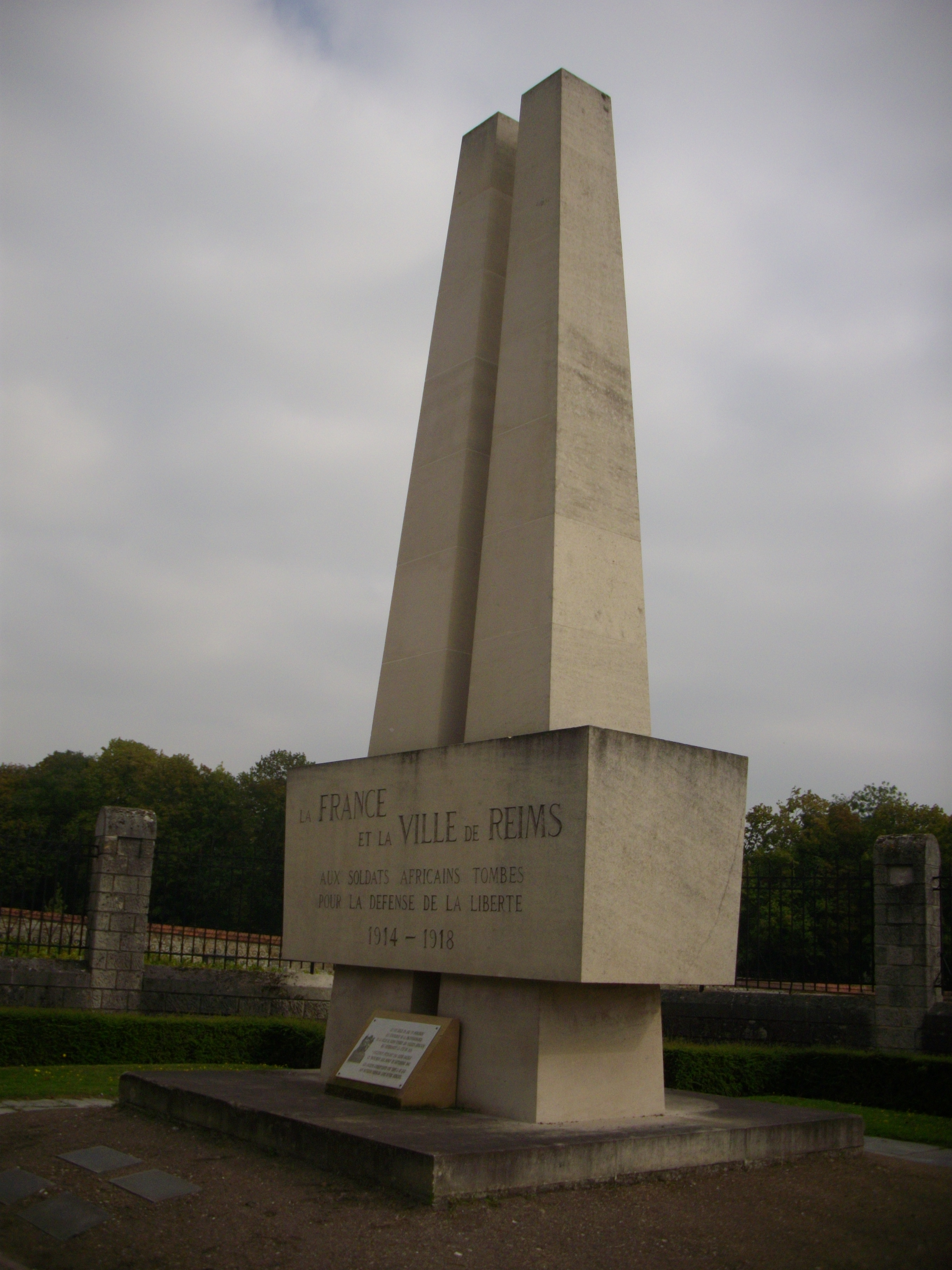
Le Monument aux héros de l'Armée noire.
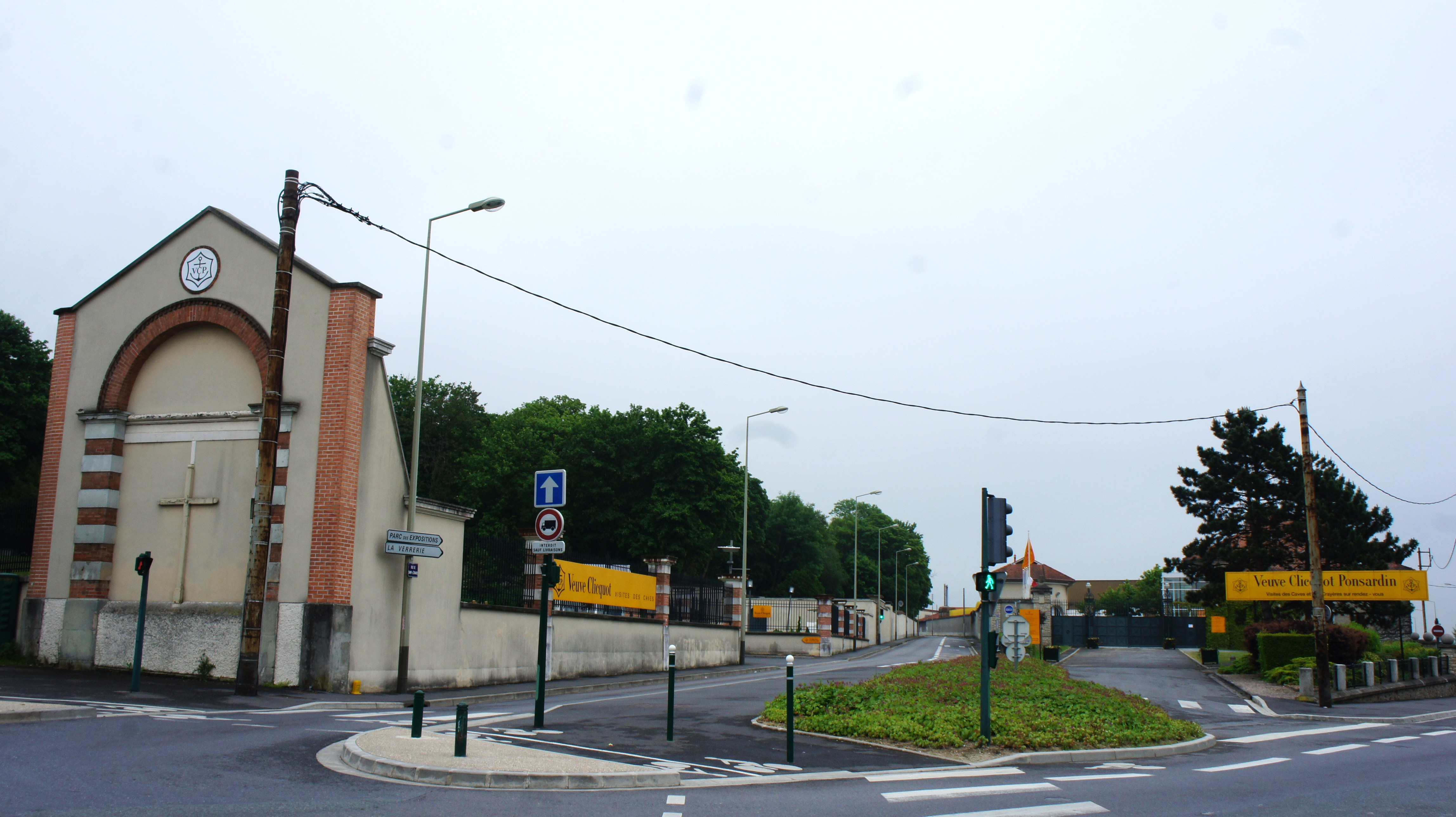
Départ de l'avenue sur la gauche du domaine Clicquot[1].

## Origine du nom
Elle rend hommage au général Giraud.

## Historique
Ancienne route de Châlons, elle prit le nom de avenue de Châlons en 1887 pour prendre le nom actuel en 1949.